# Heraclio C. Fajardo
Heraclio C. Fajardo (San Carlos (Uruguay), 30 de octubre de 1833 - 1867) fue un poeta, periodista y político uruguayo afiliado al Partido Colorado.

## Biografía
Nació en pleno período de guerras internas en su país por lo que no pudo asistir más que a los primeros años de alfabetización y fue desde muy joven enviado a Brasil retornado en 1853 para alistarse en el Partido Colorado. Fue empleado en una biblioteca pública donde pudo completar su formación.
Desde 1854 a 1857 fue redactor de los periódicos Eco de la Juventud Oriental, El Eco Uruguayo y El Nacional. Utilizó varios seudónimos para escribir en estas publicaciones: Elgárido, Plácido Douclai, H.C.F.

Este carolino nacido el 30 de octubre de 1833, hijo de Juan Plácido Fajardo y de Cristina Vicenta Núñez. Fue el cuarto hijo de los seis que tuvo la pareja. Perdió tempranamente a sus padres quedando a cargo de su hermana mayor, Cándida Rosa. 
Le tocó vivir en los azarosos días de la patria recién constituida, época plena de recelos, de pasiones desatadas, de intereses mezquinos y violentas revoluciones.[cita requerida]
Durante la Guerra Grande la familia Fajardo emigró a Brasil, en donde Heraclio Claudio trabajó en un comercio ganando lo suficiente para su subsistencia. Tenía tanta sed de saber, que sacaba de su escaso sueldo, dinero para comprar libros que leía ávidamente enriqueciendo así su acervo cultural.[cita requerida] Concertada la paz de octubre en 1851, la familia regresó a la tierra natal y Heraclio se entregó de lleno a estudiar y al ejercicio del periodismo. Siendo niño escribió un poema descriptivo destacando la belleza incomparable de la zona de José Ignacio. A los quince años escribe sus primeros versos que, aunque imperfectos dan la pauta de que llegaría a destacarse en poesía. Fue redactor del diario montevideano "La República", de "El Nacional", órgano de oposición colorada que fue clausurado viéndose su redactor obligado a emigrar a Buenos Aires. En esta ciudad ingresó al periodismo y se vinculó con varios hombres de letras. Residió varias veces en la ciudad mencionada llevado por motivos que contrariaban su pensamiento, para volver luego a su patria, si el ambiente favorecía su actividad. En 1854 fundó, secundado por varios amigos escritores, el "Eco de la Juventud Oriental". 
Los sucesos políticos del momento, hicieron que se involucrara en ellos ingresando en la comisión del Partido Colorado y se hizo cargo de la redacción de "El Pueblo". 
Producidos los disturbios de 1855 pasó otra vez a Buenos Aires donde fundó poco después, el periódico literario "El Recuerdo". Vuelto al Uruguay en, 1857 redactó el semanario "El Eco Uruguayo" y publicó su primer libro titulado: "Montevideo bajo el azote epidémico”. Su producción era abundante pues su inspiración era incontenible. A su influjo nacían poemas, cartas, crónicas, novelas y artículos de diverso género.[cita requerida] En 1858, ganó una medalla de oro, en un certamen literario con su canto "América y Colón". Publicó "Arenas del Uruguay" (colección de poemas de diverso género); "Cruz de Azabache" (leyenda). Luego en 1862 "La Indígena" (melodrama); en 1856 "Camila O'Gorman", drama que fue llevado al teatro y al cine narrando un episodio de la época de Juan Manuel de Rosas. 
En su lucha periodística, demostró valentía, erudición y gallardía. Sus ideales de joven vehemente lo llevaron a conquistar la admiración.[cita requerida]
Creyó en políticos que luego lo decepcionaron cuando ejercieron el poder. Fue demócrata y fustigó las tiranías. Gran parte de su obra quedó inédita.[cita requerida]
Y como todos los que alcanzan la cumbre, bebió la amargura de la pobreza, de la soledad, de la burla y la incomprensión de su generación.[cita requerida]
Heraclio Claudio se había radicado en Chivilcoy, Argentina, con un comercio. Tras varios días de enfermedad cuya gravedad fue en aumento, falleció a la edad de treinta y cinco años el primero de enero de 1868, sin ver el sol del nuevo año, como deseaba.[cita requerida]
En 1933, el Club Oriental de San Carlos honró la memoria de este poeta carolino, en unacto de gran jerarquía. Intervinieron como disertantes el Dr. Orosmán Curbelo Cal y Escribano Alejo Fernández Chávez; como intérpretes musicales, la Sra. Pilar Píriz de Tejera, Srtas. Elida Casas, Yolanda Surroca y Marita Frade y como recitadoras de dos poemas de Fajardo: la Srta. Laura González Várela interpretando "Psiquis" y la niña Chichita Risso Cal, "La Maga",

## Obras
- Tapa de Camila O'Gorman de Heraclio C. Fajardo.Camila O'Gorman (1856)
- Los mártires del egoísmo, Federico y Rosa Cabot (1857)
- La cruz de Azabache (1860)
- La Indígena (1862)
- Arenas del Uruguay (1862)
- Montevideo bajo el azote epidémico (1867)

## Camila O'Gorman
Camila O'Gorman (Obra de Heraclio Fajardo llevada al cine)

Camila O'Gorman protagonizó una trágica historia de amor en la Argentina de la primera mitad del siglo XIX. Enamorada del sacerdote de su parroquia, huyó con él para refugiarse en la provincia de Corrientes. Fue condenada a muerte y fusilada estando embarazada. Su ejecución produjo un escándalo internacional que contribuyó a la caída política de Juan Manuel de Rosas. Esta joven, tan solo tenía veinte años cuando la asesinaron, nació en Buenos Aires y pertenecía a una familia de clase alta compuesta por el padre, de origen franco irlandés; la madre, porteña de antigua estirpe, y seis hijos, entre los que se distinguía Camila.
Dijeron de ella que era ” muy hermosa de cara y de cuerpo, muy blanca, graciosa y hábil pues tocaba el piano y cantaba embelesando a los que la oían". Tenía una gran personalidad, quizás heredada de su célebre y bella abuela Anita Perichon, amante del virrey Santiago de Liniers.[cita requerida] Como casi todas las mujeres de esa época, Camila era bastante devota. Iba a misa con frecuencia y le gustaban mucho los sermones del nuevo párroco. A veces él iba de visita a su casa. Poco a poco se hicieron amigos y empezaron a encontrarse en sus paseos por Palermo.

Él, Ladislao Gutiérrez, descrito como "un joven de pelo negro y ensortijado, cutis moreno y mirada viva, modales delicados y un conjunto simpático” “ juicioso y lleno de aptitudes", había llegado unos años antes desde Tucumán para seguir la carrera eclesiástica en Buenos Aires.[cita requerida] Ordenado sacerdote a los veinticuatro años, fue designado párroco en la iglesia del Socorro. Pronto reparó en la joven alta, de pelo castaño y expresivos ojos oscuros, de andar elegante y gracioso. No tuvo que esperar mucho para que se la presentaran: era hermana de Eduardo O’Gorman, compañero en la carrera sacerdotal.
Camila comenzó a sentir algo completamente nuevo y desconocido. Aumentaron sus conversaciones y paseos. Ella tenía muchas dudas respecto de la religión y él trataba de aclarárselas, aunque las suyas iban creciendo a medida que pasaban los días. Cuando les resultó imposible ignorar ante sí mismos que se querían, él la tranquilizó convenciéndola de que aquello no era un crimen. Reconocía haberse equivocado al seguir la carrera sacerdotal, pero consideraba que, por las circunstancias, sus votos eran nulos. Y si la sociedad no permitía que la hiciera su esposa ante el mundo, el la haría suya ante Dios.
Camila se dejó convencer. No podía imaginarse la vida sin él, pero tampoco estaba dispuesta a ser "la barragana del cura". Empezaron a concebir la idea de huir de Buenos Aires y cambiar de identidad para poder vivir casados ante Dios y ante los hombres. Poco a poco fueron forjando el plan: llevarían algo de ropa, lo que pudieran juntar de plata y dos caballos. Irían hacia Luján, de allí pasarían a Santa Fe. El destino final, si todo andaba bien, sería Río de Janeiro. Al pasar a Santa Fe fingirían haber perdido los pasaportes y pedirían otros con nombres falsos. El 12 de diciembre de 1847 fue el día elegido para la fuga. Al llegar a Luján, en una enramada que les había proporcionado el mesero y bajo la noche refulgente de estrellas, los amantes tuvieron su momento de felicidad.
Pasados diez días, el padre de la joven denunció el hecho al gobernador Rosas como "el acto más atroz y nunca oído en el país", mientras el obispo Medrano pedía al gobernador que "en cualquier punto que los encuentren a estos miserables, desgraciados infelices, sean aprehendidos y traídos, para que, procediendo en justicia, sean reprendidos por tan enorme y escandaloso procedimiento".
La suerte parecía sonreír a los enamorados. Ya en Paraná, en febrero de 1848, consiguieron un pasaporte a nombre de Máximo Brandier, comerciante, natural de Jujuy, y su esposa, Valentina Desan. Al llegar a Goya con su nueva identidad pudieron tomarse un respiro y prepararse para la última etapa: Brasil. Mientras tanto, para ganarse la vida abrieron una escuela para niños, la primera que existió en esa pequeña ciudad. Pudieron vivir cuatro meses en una relativa felicidad, olvidando la persecución de que eran objeto. Un sacerdote, de paso por el pueblo, reconoció a Gutiérrez y lo denunció. En cuanto Rosas conoció la noticia dio orden de que condujeran a los enamorados en dos carros separados a Santos Lugares, donde estaba la más temida prisión del régimen.
Con creciente angustia, los amantes vieron cómo se cerraban las puertas de sus respectivas prisiones. Estaban incomunicados entre ellos y con el resto del mundo. Se cree que Camila escribió a la hija del gobernador, Manuelita Rosas, pues existe una carta de la segunda, fechada en Palermo el 9 de agosto, en la que le dice haber intercedido ante su padre y le recomienda fortaleza. Camila explicó con franqueza que la historia de sus amores con Gutiérrez databan de fecha muy anterior a su fuga, que él no tenía vocación y su matrimonio había sido ante Dios. Que él no había hecho sus votos de corazón y que, por consiguiente, eran falsos y no era sacerdote. Que la intención de los dos era irse a Río de Janeiro, pero que no lo habían podido efectuar por falta de recursos. Declaró que no estaban arrepentidos, sino "satisfechos a los ojos de la Providencia" y no consideraban criminal su conducta "por estar su conciencia tranquila".
También Gutiérrez había hecho su exposición y ambas fueron llevadas por un chasque ante el gobernador. Casi amanecía cuando despertó a todos el retumbar de cascos de caballos, gritos y golpes violentos en el portón de entrada. Era el modo que tenían los hombres del gobernador de anunciar su llegada. Rosas ordenaba la inmediata ejecución de los reos sin dar lugar a apelación ni defensa. Solo se les otorgaban unos instantes para confesarse y prepararse para morir. Fue entonces cuando Marcelino Reyes decidió mandar un urgente despacho avisando el estado de preñez de la joven, avalado por el médico de la prisión. Al mismo tiempo mandó una carta a Manuelita explicándole la urgencia de la situación. Reventando caballos llegó el chasque a Palermo y entregó los despachos al oficial de guardia. Pero la carta jamás llegó a Manuelita. El gobernador no podía aceptar que existiera un testimonio vivo de la desobediencia, un hijo que hubiera representado para muchos el triunfo del amor sobre el orden establecido.
En la mañana del 18 de agosto de 1848, sentaron a cada uno de ellos en una silla, cargada por cuatro hombres a través de dos largos palos. Como a todos los condenados, les vendaron los ojos y, escoltados por la banda de música del batallón, los llevaron al patio rodeado de muros. Bajo el pañuelo, los ojos de Camila dejaban escapar dos hilos de lágrimas que, a pesar del dominio de sí expresado en un rostro inmutable, no podía evitar. Mientras los soldados los ataban nerviosamente a los banquillos, Camila y Gutiérrez pudieron hablarse y despedirse, hasta que este último comenzó a gritar: "Asesínenme a mí sin juicio, pero no a ella, y en ese estado ¡miserables...!".Sus palabras fueron acalladas por el capitán Gordillo, que mandó redoblar los tambores e hizo la señal de fuego. Cuatro balas terminaron con su vida. Después, se oyeron tres descargas y Camila, herida, se agitó con violencia. Su cuerpo cayó del banquillo y una mano quedó señalando al cielo. "... en la vecindad quedó el terror de su grito agudísimo, dolorido y desgarrador...". Esta historia de amor de inocentes víctimas de intereses políticos iba a convertirse con el tiempo en el suceso más imperdonable del gobierno de Rosas.
Los restos de Camila descansan en el Cementerio de la Recoleta, en la bóveda de los O'Gorman. Su historia fue llevada a la pantalla en dos ocasiones. La primera película se rodó en 1910 y lleva por título "Camila O'Gorman" y la segunda en 1984, "Camila", dirigida por María Luisa Bemberg. Fue nominada al Oscar a la mejor película extranjera.